# RKM Rybnik
RKM Rybnik – polski klub żużlowy z Rybnika.
W rozgrywkach ligowych brał udział w latach 1994–2011.
W sezonie 2012 do rozgrywek przystąpiła spółka ROW.

## Historia
Klub nawiązywał do tradycji sekcji KS ROW Rybnik, który zakończył działalność w 1993 roku. Rybnicki Klub Motorowy swoją nazwą nawiązał do dawnych czasów miejscowego sportu żużlowego. Wystartował w lidze w latach 1994–2011. W obliczu jego problemów, w 2012 roku do rozgrywek przystąpiła spółka ROW.

## Sezony
| Sezon | Rozgrywki ligowe | Rozgrywki ligowe | Rozgrywki ligowe | Uwagi                                    |
| Sezon | Liga             | Liga             | Miejsce          | Uwagi                                    |
| ----- | ---------------- | ---------------- | ---------------- | ---------------------------------------- |
| 1994  | II               | II liga          | 3/10             |                                          |
| 1995  | II               | II liga          | 5/10             |                                          |
| 1996  | II               | II liga          | 8/12             |                                          |
| 1997  | II               | II liga          | 6/11             |                                          |
| 1998  | II               | II liga          | 4/12             |                                          |
| 1999  | II               | II liga          | 5/13             |                                          |
| 2000  | II               | I liga           | 3/8              |                                          |
| 2001  | II               | I liga           | 2/8              | Przegrane baraże o awans                 |
| 2002  | II               | I liga           | 3/8              |                                          |
| 2003  | II               | I liga           | 1/8              |                                          |
| 2004  | I                | Ekstraliga       | 8/8              |                                          |
| 2005  | II               | I liga           | 3/8              | Awans poprzez zajęcie wakującego miejsca |
| 2006  | I                | Ekstraliga       | 8/8              |                                          |
| 2007  | II               | I liga           | 4/8              |                                          |
| 2008  | II               | I liga           | 6/8              |                                          |
| 2009  | II               | I liga           | 6/8              |                                          |
| 2010  | II               | I liga           | 7/8              | Wygrane baraże o utrzymanie              |
| 2011  | II               | I liga           | 6/8              |                                          |

| Poziom ligowy | Liczba sezonów | Sezony                     |
| ------------- | -------------- | -------------------------- |
| I             | 2              | 2004, 2006                 |
| II            | 16             | 1994–2003, 2005, 2007–2011 |

## Osiągnięcia

### Krajowe
Poniższe zestawienia obejmują osiągnięcia klubu oraz indywidualne osiągnięcia zawodników w rozgrywkach pod egidą PZM, GKSŻ oraz Ekstraligi.

#### Mistrzostwa Polski
Młodzieżowe drużynowe mistrzostwa Polski
- 1. miejsce (2): 2002, 2007
- 2. miejsce (2): 2000, 2008
- 3. miejsce (2): 2001, 2006

Mistrzostwa Polski par klubowych
- 3. miejsce (1): 2006

Młodzieżowe mistrzostwa Polski par klubowych
- 1. miejsce (2): 2003, 2008
- 2. miejsce (1): 2002
- 3. miejsce (2): 2007, 2010

Młodzieżowe indywidualne mistrzostwa Polski
- 1. miejsce (1):
  - 2003 – Łukasz Romanek
- 3. miejsce (1):
  - 2004 – Łukasz Romanek

#### Pozostałe
Srebrny Kask
- 3. miejsce (2):
  - 2004 – Łukasz Romanek
  - 2008 – Patryk Pawlaszczyk

Brązowy Kask
- 1. miejsce (3):
  - 2000 – Roman Chromik
  - 2001 – Rafał Szombierski
  - 2005 – Patryk Pawlaszczyk
- 2. miejsce (1):
  - 2007 – Michał Mitko
- 3. miejsce (2):
  - 1996 – Mariusz Węgrzyk
  - 2007 – Patryk Pawlaszczyk

### Międzynarodowe
Poniższe zestawienia obejmują osiągnięcia klubu oraz indywidualne osiągnięcia zawodników krajowych (w zawodach drużynowych, par i indywidualnych) i zagranicznych (w zawodach indywidualnych) w rozgrywkach pod egidą FIM oraz FIM Europe.

#### Mistrzostwa świata
Drużynowe mistrzostwa świata juniorów
- 1. miejsce (1):
  - 2008 –  Michał Mitko

Indywidualne mistrzostwa świata
- 1. miejsce (1):
  - 2003 –  Nicki Pedersen

Indywidualne mistrzostwa świata juniorów
- 2. miejsce (1):
  - 1999 –  Aleš Dryml
- 3. miejsce (1):
  - 2003 –  Rafał Szombierski

#### Mistrzostwa Europy
Mistrzostwa Europy par
- 3. miejsce (2):
  - 2004 –  Rafał Szombierski
  - 2009 –  Ronnie Jamroży

Indywidualne mistrzostwa Europy
- 2. miejsce (1):
  - 2009 –  Andrij Karpow
- 3. miejsce (2):
  - 2002 –  Rafał Szombierski
  - 2010 –  Andrij Karpow

Indywidualne mistrzostwa Europy juniorów
- 1. miejsce (1):
  - 2001 –  Łukasz Romanek